# Robert Guérard
Robert Guérard, né à Rouen en 1641 et mort le 2 janvier 1715 dans la même ville, est un moine bénédictin érudit français.

## Biographie
Entré à la congrégation des Bénédictins de Saint-Maur où il fit sa profession en 1659, dom Guérard se fit bientôt remarquer de ses supérieurs pour son application à l’étude et pour sa science en matière bibliographe, il fut associé à Dom François Delfau (1637-1676) qu’il aida dans son immense travail d’édition des Œuvres de saint Augustin. Soupçonné d’avoir travaillé la composition d’un ouvrage, attribué à Dom Delfau, intitulé le Commanditaire dans lequel il s’élève avec force contre l’abus des commendes, il fut exilé avec son collaborateur.
Dans son exil à Notre-Dame d’Ambourney-en-Bugey, dom Guérard acquit le goût de l’étude et des travaux d’érudition. Il fouilla toutes les bibliothèques de la province, celles de Lyon, de Genève et surtout celle de la chartreuse des Portes où se trouvait une riche collection de manuscrits parmi lesquels il fit la découverte de l’ouvrage de saint Augustin Contre Julien, ouvrage dont on ne connaissait que deux exemplaires en Europe. Dom Guérard copia ce manuscrit avec la plus grande exactitude, y ajouta des remarques et des annotations nombreuses avant de l’envoyer à sa congrégation afin qu’il pût servir à l’édition des œuvres de saint Augustin.
Rappelé de son exil, le savant bénédictin entra à l’abbaye de Fécamp d’où il passa, peu de temps après, dans l’abbaye de Saint-Ouen de Rouen où il termina sa carrière et mourut.

## Publications
- Abrégé de la Sainte Bible : en forme de questions & de réponses familieres ; avec des eclaircissemens tirez des ss. peres & des meilleurs interprétes : divisé en deux parties, l’Ancien et le Nouveau Testament, Rouen, N. le Boucher, 1739
- Sancti Aurelii Augustini Hipponensis episcopi Operum tomus primus [-dodecimus] Post lovaniensium theologorum recensionem castigatus denuo ad manuscriptos codices gallicanos, vaticanos, anglicanos, belgicos &c. nec non ad editiones antiquiores & castigatiores, Antwerpiæ, sumptibus Societatis, 1700-1703
- Sancti Aurelii Augustini Hipponensis episcopi Operum tomus primus [-undecimus]. Post Lovaniensium theologorum recensionem castigatus denuo ad manuscriptos codices Gallicanos, Vaticanos, Anglicanos, Belgicos &c. nec non ad editiones antiquiores & castigatiores. Opera et studio monachorum Ordinis Sancti Benedicti e Congregatione Sancti Mauri, Venetiis, Excudebat Jo: Baptista Albrizzi Hieron. fil. Venetus typographus, 1729-1735

## Source
- Théodore-Éloi Lebreton, Biographie rouennaise, Rouen, Le Brument, 1865, p. 168-9